# Tatsuya Egawa
Tatsuya Egawa (江川達也, Egawa Tatsuya) est un dessinateur de manga et réalisateur japonais. Il est né le 8 mars 1961 à Nagoya dans la préfecture d'Aichi, au Japon.
Il est principalement connu pour son manga Golden Boy (ゴールデンボーイ).

## Biographie
Tatsuya Egawa est né le 8 mars 1961  à Nagoya dans la préfecture d'Aichi, au Japon.
L'auteur obtient un diplôme d'études supérieures en mathématiques appliquées et enseigne quelques mois à l'université avant de partir pour devenir mangaka en 1984.
Il est l'assistant de Hiroshi Motomiya pendant quatre mois[réf. nécessaire].
Il prend Kōsuke Fujishima comme assistant[réf. nécessaire].
Ses œuvres peuvent contenir des passages érotiques ou pornographiques et il réalise également des films pour adultes.

## Œuvre
- 1984 : Be Free!, prépublié dans le magazine Morning[2] (avec l'aide son assistant Kōsuke Fujishima[ANN 1]) ; publié en 12 volumes chez Kodensha entre octobre 1984 et aout 1988, réédité en 7 volumes en 1993 et 1997[BU 1].
- 1988 : Talulu le magicien (まじかる☆タルるートくん, Majikaru Tarurūto-kun?), prépublié dans le magazine Shonen Jump avant de paraître en 21 volumes[5],[BU 2].
- 1992 : Golden Boy (ゴールデンボーイ?), prépublié dans le magazine Super Jump avant de paraître en dix volumes[6],[BU 3] entre juin 1993 et janvier 1998[ANN 2]. La série est publiée partiellement (5 volumes) en France à partir de 1999 par Dynamic Visions ; elle est publiée en 10 volumes chez Tonkam à partir de 2008[ANN 2]. L'histoire est adaptée en 6 OAV par Hiroyuki Kitakubo en 1995[ANN 3].
- 1993 - 2000 : Tokyo Univ. Story (ja) (東京大学物語, Tokyo Daigaku Monogatari?), prépublié dans le magazine Weekly Big Comic Spirits avant de paraître en 34 volumes[BU 4].
- 1995 : Take-chan to Papa (タケちゃんとパパ?)[BU 5], prépublié dans le magazine Mamanga.
- 1996 : Happy Boy (?), en 3 volumes[7] chez Square Enix[ANN 4].
- 1998 : Deadman (デットマン?), prépublié dans le magazine Manga Allman ; 6 volumes publiés chez Shueisha entre aout 1998 et septembre 2000[ANN 5].
- 1998 : The Last Man, prépublié dans le magazine Young Jump avant de paraître en douze volumes[8] entre septembre 1998 et avril 2001[ANN 6]. Publié intégralement en douze tomes en Français en 2022 aux éditions Black Blox.
- 2001 - en cours : Nichiro Sensō Monogatari, prépublié dans le magazine Weekly Big Comic Spirits.
- 2002 : One Zero Nine, prépublié dans le magazine Young Jump avant de paraître en quatre volumes.
- 2003 : Yapou, bétail humain (adaptation en manga de l'œuvre de Shōzō Numa)[9],[10].
- 2010 :
  - Sengoku - Satomi Hakenden Episode Zero[11].
  - Oda Nobunaga Monogatari - Okehazama Kassen no Shinjitsu[12],[BU 6].
- 2011 : Golden Boy II (Golden Boy II -さすらいのお勉強野郎芸能界大暴れ編-?), suite du premier manga créé en 1992[13], est publié en 2 volumes[14],[15].

### Artbook
- 2002 : EROPOP Egawa tatsuya's Works 1984-2002[16].

### Animation
- Les Ailes d'Honnéamise (王立宇宙軍　〜オネアミスの翼, Ôritsu uchûgun ~Honnéamise no tsubasa?)[17].
- Talulu le magicien (まじかる☆タルるートくん, Majikaru Tarurūto-kun?) est adapté en serie TV d'animation
- Golden Boy (ゴールデンボーイ?)

### Cinéma
- Akogare no katei kyōshi, 2003 (video X)
- Akogare no ofisu redi, 2003 (video X)
- Akogare no sentō in, 2004 (video X)
- King Game[18].

## Sources
- (en) Cet article est partiellement ou en totalité issu de l’article de Wikipédia en anglais intitulé « Tatsuya Egawa » (voir la liste des auteurs).